# Valentín Bellvís de Moncada y Pizarro (obraz Francisca Goi)

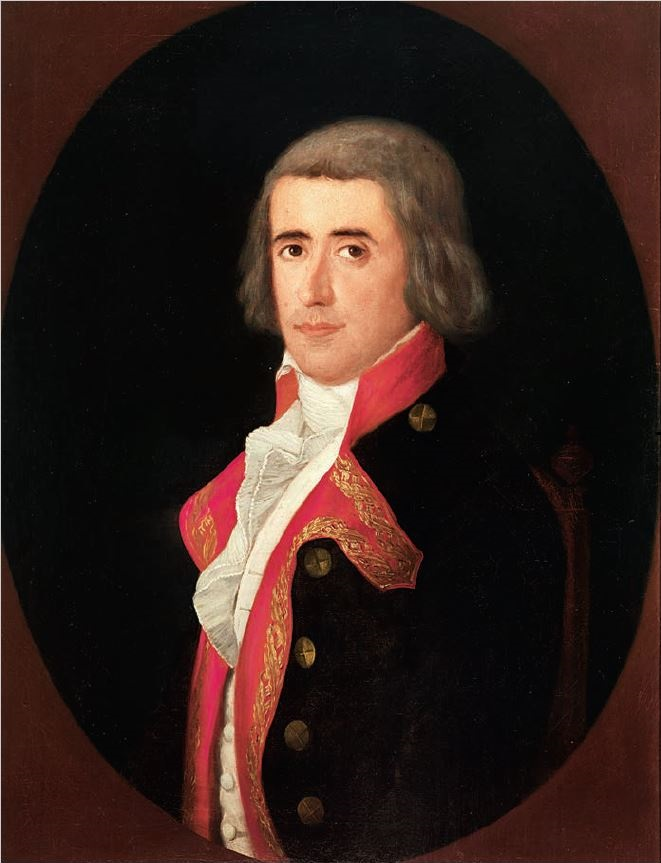
Valentín Bellvís de Moncada y Pizarro, pędzla Agustína Esteve, ok. 1795

Valentín Bellvís de Moncada y Pizarro – obraz olejny hiszpańskiego malarza Francisca Goi. Portret przedstawiający arystokratę Valentína Bellvís de Moncada y Pizarro znajduje się w kolekcji Fondo Cultural Villar Mir w Madrycie.

## Valentín Bellvís de Moncada y Pizarro
Valentín Bellvís de Moncada y Pizarro (1762–1823) urodził się i wychował w Madrycie, chociaż jego rodzina pochodziła z Katalonii. Był drugim synem Pascuala Bellvísa de Moncady e Ibáñeza de Mendozy (1727–1781), III markiza de Bélgida i XV markiza de Mondéjar oraz Florencii Pizarro Piccolimini de Aragón (1727–1794), markizy de San Juan de Piedras Albas. Poświęcił się karierze wojskowej, dowodził brygadą piechoty w kampanii pod Roussillon w latach 1793–1795. W 1795 roku ożenił się z Maríą de las Mercedes Rojas y Tello, markizą de Villanueva de Duero, z którą miał córkę. W czasie wojny niepodległościowej został mianowany kapitanem generałem Grenady, a król Ferdynand VII nagrodził go za zasługi w 1814 roku, mianując go kapitanem generałem Nowej Kastylii. W 1819 roku otrzymał Order Złotego Runa. Zmarł w Madrycie 29 grudnia 1823 roku.

## Okoliczności powstania
Lata 90. XVIII wieku były dla Goi okresem transformacji stylistycznej i intensywnej aktywności malarskiej. Obraz powstał ok. 1795–1800 roku, kilka lat po ataku ciężkiej choroby, w wyniku której Goya prawie rok walczył ze śmiercią, paraliżem i ślepotą. Doszedł do zdrowia tylko częściowo, pozostał jednak głuchy do końca życia. Szybko wrócił do pracy, mimo że nadal odczuwał następstwa choroby. Starał się przekonać kręgi artystyczne, że nie osłabiła ona jego zdolności malarskich, gdyż plotki o jego ułomności mogły poważnie zaszkodzić dalszej karierze. Zaczął pracować nad obrazami gabinetowymi niewielkich rozmiarów, które nie nadwerężały jego fizycznej kondycji. Choroba przerwała także jego cieszącą się powodzeniem pracę portrecisty, do której powrócił z zaostrzonym zmysłem obserwacji, być może spotęgowanym przez utratę słuchu. Goya malował członków rodziny królewskiej, arystokracji, burżuazji, duchownych, polityków, bankierów, wojskowych oraz ludzi związanych z kulturą. Często portretował też swoich przyjaciół z kręgu liberałów i ilustrados.
Dokładna data i okoliczności powstania portretu nie są znane, jest datowany na ok. 1795 rok. Starszy brat Valentína Bellvísa był mężem siostry księcia Alby, jednego z mecenasów Goi. W latach 1794–1796 malarz wykonał portrety księcia Alby, jego żony, matki i młodszej siostry, możliwe, że w tych okolicznościach przedstawiono mu Valentína. Mógł też poznać Goyę poprzez Agustína Esteve, malarza, który współpracował z Goyą i namalował portret siostry Valentína w 1796 roku. Sugerowano, że portret namalowany przez Goyę był pendantem portretu żony Valentína, który również znajdował się w kolekcji jego spadkobierców. Jednak są to inne obrazy prawdopodobnie namalowane przez Esteve – owalny portret Valentína znajduje się w prywatnej kolekcji, a jego żony został zniszczony w czasie hiszpańskiej wojny domowej, zachowały się jedynie fragmenty. Portret namalowany przez Goyę był raczej motywowany sukcesem w karierze wojskowej, a nie ślubem. Portret po raz pierwszy pojawia się w katalogu José Gudiola z 1970 roku jako „Wojskowy”, gdyż postać nie była jeszcze zidentyfikowana. Gudiol przypisał dzieło Franciscowi Goi na podstawie czarno-białej fotografii z archiwum fotograficznego Archivo Moreno, której autorem był Mariano Moreno García (1865–1925). Znajdujący się w prywatnej kolekcji obraz nie był udostępniany badaczom aż do 2012 roku, kiedy potwierdzono atrybucję. Po raz pierwszy pokazano go szerszej publiczności na wystawie portretów Goi w Londynie w 2016 roku.

## Opis obrazu
Goya przedstawił Valentína Bellvísa w trzech czwartych postaci na neutralnym tle. Przedstawiony ma na sobie nietypowy biały mundur, być może rodzaj munduru galowego podobny do tego z Portretu księcia de la Roca. Uwagę zwraca wyeksponowany przez malarza czarny mankiet, na którym widać trzy srebrne galony. Złoty haft z motywem dębowego liścia, powtórzony także na czerwonej przepasce, identyfikuje go jako brygadiera piechoty. Ciemnobrązowe oczy mężczyzny spoglądają wprost na widza spod gęstych brwi. Ręce spoczywają na gałce laski, a poła marynarki jest lekko uniesiona odsłaniając rękojeść szabli. Kontury munduru są zaznaczone pociągnięciami czarnej farby, co jest zapowiedzią impresjonizmu. Twarz jest wykonana z dbałością o szczegóły, w przeciwieństwie do munduru, zwłaszcza w dolnej części, gdzie pociągnięcia pędzlem są szybkie i szkicowe. Stylistycznie obraz jest zbliżony do portretów księcia Alby z 1795–1796 roku.

## Proweniencja
Obraz należał do spadkobierców Bellvísa do 2013 roku, kiedy został zakupiony przez przedsiębiorcę Juana Miguela Villara Mira za cenę 5,1 mln euro.